# Tsugishige Kondo
Tsugishige Kondo, né en 1865 et décédé en 1944, est un chirurgien japonais. Il étudie la médecine à l'université de Tokyo où il  est élève de Julius Scriba. Avec Sankichi Satō, il fonde en 1898 la Société japonaise de chirurgie dont le premier congrès se tient du 1er au 3 avril 1899. Tsugishige Kondo est le premier chirurgien au Japon à procéder à une appendicectomie et à une gastrectomie.

## Source de la traduction
- (pl) Cet article est partiellement ou en totalité issu de l’article de Wikipédia en polonais intitulé « Tsugishige Kondo » (voir la liste des auteurs).